# Poliakovce
Poliakovce jsou obec na Slovensku v okrese Bardejov ležící na pravém břehu Tople . Žije zde 379 obyvatel, první písemná zmínka pochází z roku 1414. Nachází se zde římskokatolický kostel svaté Alžběty Uherské z roku 1830.